# 英國歐洲航空

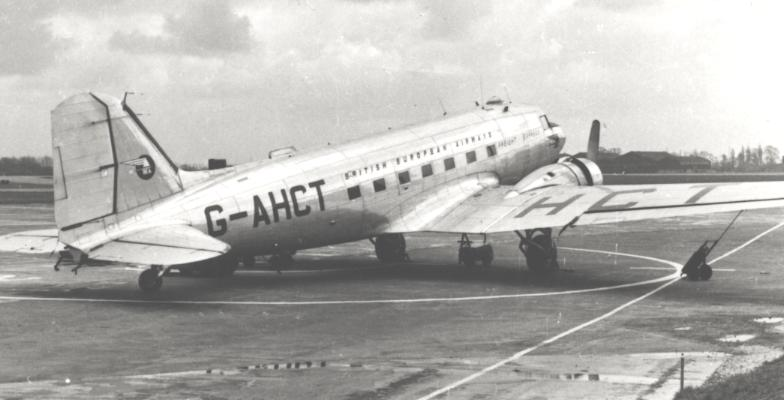
英國歐洲航空的DC-3

英國歐洲航空（英語：British European Airways）是一家在1946至1974年營運的航空公司，其業務主要是提供來往英國至歐洲和北非的航班。英國歐洲航空曾是國內航線最大的航空公司，提供航班往各主要城市如倫敦、格拉斯哥、愛丁堡和貝爾法斯特。英國歐洲航空於1974年結束營運，與英國海外航空合併成為英國航空。公司總部設在英國倫敦希靈登倫敦自治市萊斯里普。

## 歷史
1946年1月1日英國海外航空歐洲航線部成立，接管由英國皇家空軍負責往歐洲航班的服務。8月1日，1946年民航法御准獨立航空公司實行國有化，歐洲航線部成為英國歐洲航空公司，負責所有國內和歐洲航班。
1947年2月1日，部分獨立的航空公司併入歐洲航空，包括鐵路空中服務、曼島空中服務、蘇格蘭人航空和高地航空。
1947年9月24日與塞浦路斯政府合作成立賽普勒斯航空。
英國歐洲航空是1950至60年代英製中短途客機的啟用客戶，包括維克斯子爵、維克斯VC.1維京、維克斯前卫、BAC 1-11和霍克薛利三叉戟型。
歐洲航空有參與直升機試驗，在1948年東英吉利亞執行郵運服務和1950年載客服務由加的夫經Wrexham往利物浦。隨後英國歐洲航空成立了英國歐洲航空直升机分公司，經營Penzance往錫利群島航線。
1969年成立英國歐洲航空旅行社，提供旅遊假日包機服務。英國歐洲航空於1974年停止營運，與英國海外航空合併成為英國航空。

## 事故
- 1958年2月6日，英国欧洲航空609号班机在西德慕尼黑-里姆机场积雪的跑道上第三度尝试起飞时失败撞毁，机上44名乘客及机组人员当中23人罹难，罹难者包括8名曼联球员及3名职员。
- 1972年6月18日，英国欧洲航空548号班机在伦敦希思罗机场起飞不久便坠毁，机上118人全部遇难。